# Irina Gritsenko
Irina Gritsenko (* 13. Februar 1968) ist eine französische Badmintonspielerin kasachischer Herkunft. 

## Karriere
Irina Gritsenko nahm 1993, 1995, 1999 und 2001 an den Badminton-Weltmeisterschaften teil. Als beste Platzierung erreichte sie jeweils Rang 17 im Damendoppel und im Dameneinzel bei ihrer Teilnahme im Jahr 1995. Bereits 1989 war sie Dritte beim Internationalen Werner-Seelenbinder-Gedenkturnier in der DDR geworden.
Von 1999 bis 2006 spielte sie professionell für CEBA Strasbourg in der ersten französischen Liga.